# Dogecoin
Pour les articles homonymes, voir Doge (homonymie).
Dogecoin (['doʊʒkɔɪn], code : DOGE, symbole : Ð et D) est une crypto-monnaie avec une image du chien Shiba Inu du mème « Doge » comme logo,. Présenté comme une blague le 6 décembre 2013, le Dogecoin, réplique loufoque du Bitcoin, a rapidement développé sa propre communauté en ligne et a atteint une capitalisation de 60 millions de dollars en janvier 2014 et 66 milliards de dollars en décembre 2024.
Par rapport aux autres monnaies cryptographiques, le Dogecoin disposait d'un calendrier de production initial rapide : 100 milliards de pièces étaient en circulation à la mi-2015, avec 5,25 milliards de pièces supplémentaires chaque année par la suite. À partir du 30 juin 2015, le 100 milliardième Dogecoin avait été miné. Bien qu’il existe peu d’applications commerciales grand public, la devise a gagné en popularité. Le Dogecoin est une cryptomonnaie de type altcoin et le premier et principal meme coin.

## Vue d'ensemble et histoire
Le Dogecoin a été créé par le programmeur Billy Markus de Portland, qui espérait créer une crypto-monnaie amusante pouvant atteindre un plus grand nombre de personnes que le Bitcoin. En outre, il souhaitait se démarquer de l'histoire controversée des autres pièces. Parallèlement, Jackson Palmer, membre du département marketing d’Adobe à Sydney, a été encouragé sur Twitter par un étudiant de Front Range Community College à faire de cette idée une réalité.
Après avoir reçu plusieurs mentions sur Twitter, Palmer a acheté le domaine dogecoin.com et a ajouté un écran d’accueil, comportant le logo de la pièce et du texte en Comic Sans. Markus a vu le site lié à un forum de discussion IRC et a entrepris de créer la devise après avoir contacté Palmer. Markus a basé le Dogecoin sur une crypto-monnaie existante, le Luckycoin qui présente une récompense aléatoire reçue pour l’exploitation d’un bloc, cette particularité a ensuite été remplacée par une récompense de bloc statique en mars 2014. À son tour, le Luckycoin est basé sur le Litecoin qui utilise également la technologie scrypt dans son algorithme de preuve de travail. L'utilisation de scrypt signifie que les mineurs ne peuvent pas utiliser l'équipement de minage SHA-256 comme pour le bitcoin et que la création de FPGA et de circuits ASIC dédiés à l'exploitation minière est compliquée.[réf. souhaitée] Le Dogecoin a été officiellement lancé le 6 décembre 2013. Le réseau devait à l’origine produire 100 milliards de Dogecoins, mais il a ensuite été annoncé qu'il produirait une infinité de Dogecoins,.
Le 19 décembre 2013, Le Dogecoin a bondi de près de 300 pour cent en 72 heures, passant de 0,00026 à 0,000 95 $ avec un volume de milliards de Dogecoins par jour. Cette croissance a eu lieu à un moment où le Bitcoin et de nombreuses autres crypto-monnaies étaient impactées par la décision de la Chine d'interdire aux banques chinoises d'investir dans l'économie Bitcoin. Trois jours plus tard, le Dogecoin a connu son premier crash majeur en chutant de 80 % en raison de cet événement et en raison de la présence de vastes pools informatiques exploitant le peu de puissance nécessaire à son minage.
Le 25 décembre 2013, le premier grand vol de Dogecoin s'est produit lorsque des millions de pièces ont été volées au cours d'un piratage de la plate-forme de portefeuille crypto-monnaie en ligne Dogewallet. Le pirate informatique a eu accès au système de fichiers de la plate-forme et a modifié sa page d'envoi / réception pour envoyer toutes les pièces à une adresse statique,. Cet incident de piratage informatique a généré des tweets sur le Dogecoin, faisant de ce dernier l'altcoin le plus mentionné sur Twitter à l'époque, bien qu'il s'agisse d'un événement négatif. Pour aider ceux qui ont perdu des fonds sur Dogewallet après sa violation, la communauté Dogecoin a lancé une initiative appelée « SaveDogemas » pour aider à donner des pièces à ceux qui avaient été volés. Environ un mois plus tard, une somme suffisante a été donnée pour couvrir le montant de toutes les pièces dérobées. En janvier 2014, le volume de négociation du Dogecoin a brièvement dépassé celui du Bitcoin et de toutes les autres monnaies cryptées, mais sa capitalisation boursière est restée considérablement inférieure à celle de Bitcoin. En avril 2015 Jackson Palmer a annoncé qu'il prenait un « congé prolongé » de la communauté des crypto-monnaies. Le 25 avril 2015, le Dogecoin avait une capitalisation boursière de 13,5 millions de dollars.
En janvier 2018, la capitalisation a atteint 2 milliards de dollars. Cette dernière a nettement diminué par la suite, s'établissant à un peu plus de 250 millions de dollars en janvier 2019.

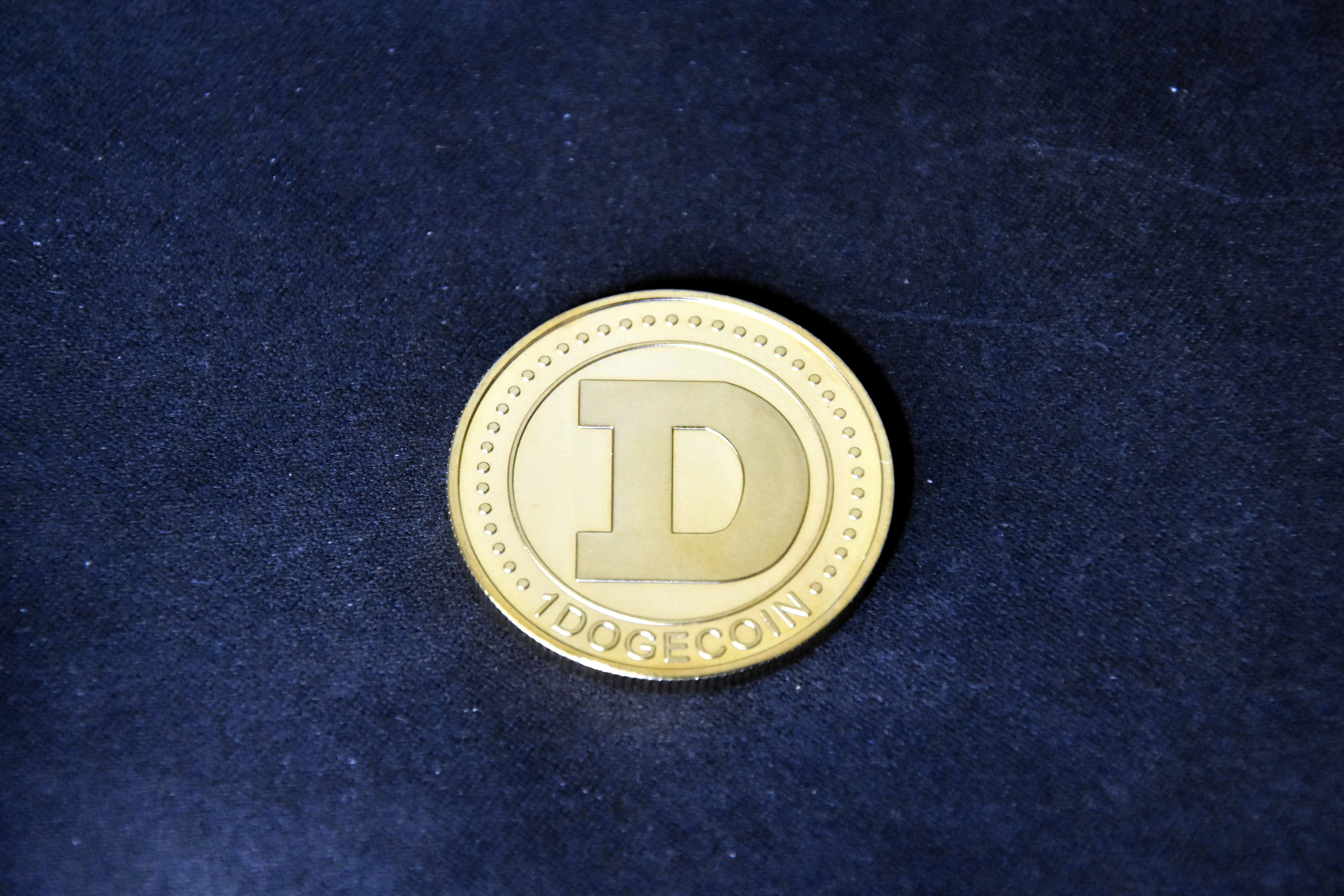
Monnaie physique (non officielle), avec le « D » du logo original.

En juillet 2020, le prix du Dogecoin a grimpé à la suite d'une tendance TikTok visant à porter le prix de la pièce à 1 $.
Le 4 mai 2021, la valeur du Dogecoin a dépassé pour la première fois l'obstacle symbolique de 0,50 $, une augmentation de plus de 20 000% en un an.
Le 9 mai 2021, SpaceX a annoncé une mission de covoiturage vers la Lune entièrement financée par Dogecoin, devenant ainsi la première mission spatiale financée par une crypto-monnaie. Elon Musk a confirmé cette nouvelle via Twitter. DOGE-1 sera une charge utile mineure de covoiturage de 40 kg sur la mission IM-1 d'Intuitive Machines au premier trimestre 2022,,.
En juillet de la même année, le créateur du Dogecoin publie une critique acerbe des cryptomonnaies sur son compte twitter, affirmant que les cryptomonnaies ont attiré "des opportuniste et des requins arnaqueurs", comparant les cryptomonnaies à une pyramide de Ponzi pour "extorquer de l'argent à des naïfs financièrement désespérés". Il ajoute qu'après avoir passé des années à les étudier il pense que "les cryptomonnaies sont par essence politiquement de droite et hyper-capitalistique et ont pour objectif principal d'amplifier la fortune des personnes déjà riches à travers divers mécanismes telles que l'évasion fiscale, une moindre régulation et une rareté artificielle".

## Levée de fonds
La communauté et la fondation Dogecoin ont encouragé la collecte de fonds pour des œuvres de bienfaisance et d’autres causes notables. Le 19 janvier 2014, la communauté a organisé une collecte de fonds dans le but de recueillir cinquante mille dollars pour l'équipe jamaïcaine de bobsleigh, qui s'était qualifiée pour les Jeux olympiques d'hiver de Sotchi mais ne pouvait se permettre de s'y rendre. Le deuxième jour, une somme de trente-six mille dollars en Dogecoins a été donnée et le taux de change du Dogecoin vers le Bitcoin a augmenté de 50 %. La communauté a également collecté des fonds pour le seul athlète indien présent à Sotchi, le lugeur Shiva Keshavan.

### Doge4Water
Inspirée par la collecte de fonds des Jeux olympiques d’hiver et par des succès plus modestes, la Fondation Dogecoin, dirigée par Eric Nakagawa, a commencé à recueillir des dons pour la construction d’un puits dans le bassin de la rivière Tana au Kenya, en coopération avec Charity: Water. Ils ont décidé de collecter un total de quarante millions de Dogecoins (trente mille dollars à l'époque) avant la Journée mondiale de l'eau (22 mars). La campagne a été couronnée de succès, elle a recueilli des dons de plus de quatre mille donateurs, dont un bienfaiteur anonyme qui a fait don de quatorze millions de Dogecoins (soit environ onze mille dollars).

### NASCAR

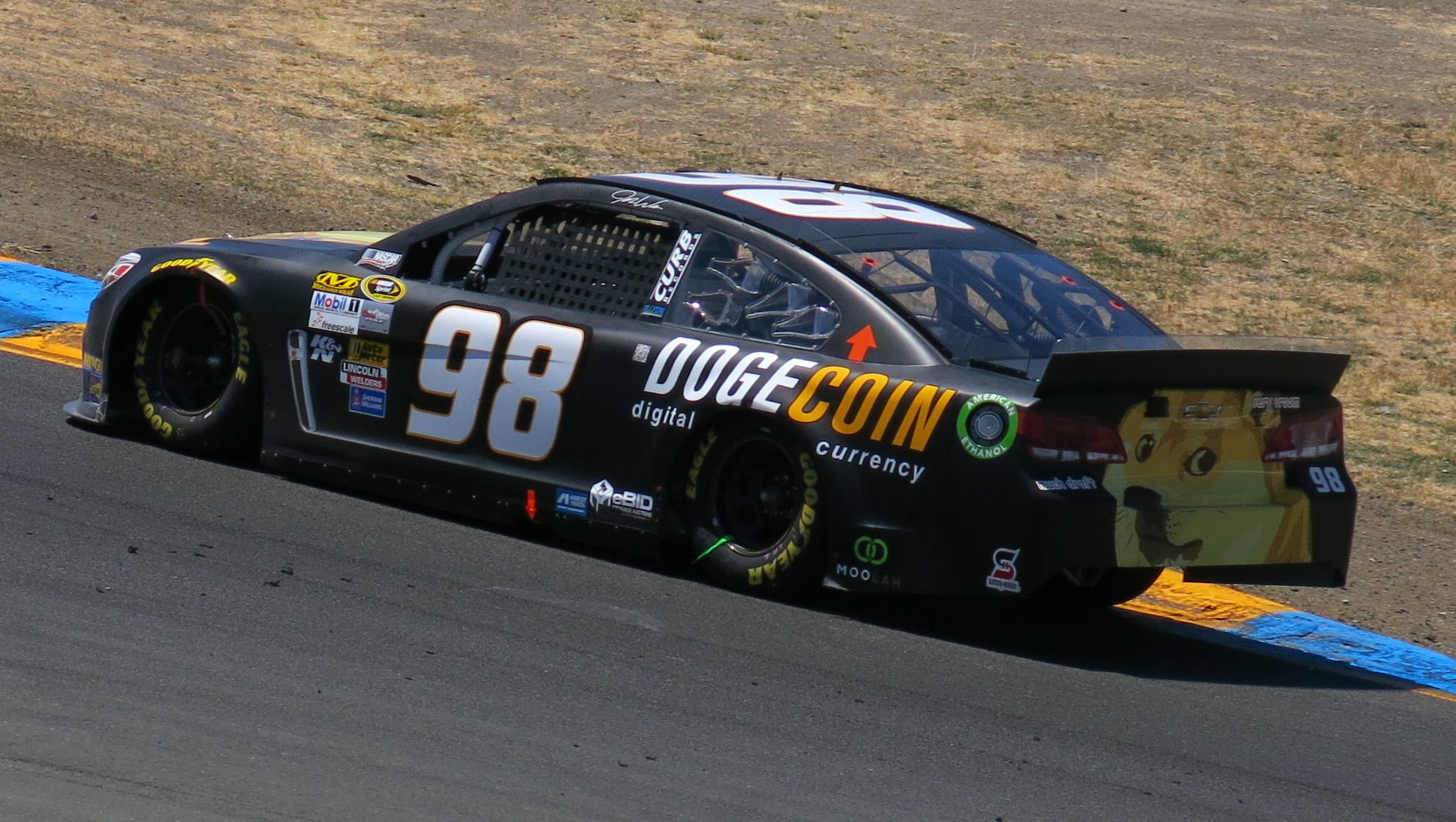
La Chevrolet du pilote de course Josh Wise, parrainée par Dogecoin, sur le circuit Sonoma Raceway en 2014.

Le 25 mars 2014, la communauté a réussi à collecter 67,8 millions de Dogecoins (environ 55 000 dollars à l'époque) dans le but de parrainer le pilote de NASCAR, Josh Wise. Wise a présenté une illustration de peinture parrainé par le Dogecoin et Reddit au Talladega Superspeedway. Le 4 mai 2014, Wise et sa voiture ont été présentés pendant près d'une minute, au cours de laquelle les commentateurs de la course ont parlé de Dogecoin et de l'effort de financement participatif, il termina vingtième et évita de près plusieurs épaves. Le 16 mai 2014, Wise a remporté une place à la course Sprint All-Star Race grâce à un vote en ligne en battant, Danica Patrick, principalement dû aux efforts de la communauté Dogecoin et Reddit. Il a terminé la course en quinzième position, la dernière voiture en course. Lors de la course suivante du Coca-Cola 600, Wise portait un casque Dogecoin / Reddit.com. Wise a par la suite annoncé qu'il utiliserait à nouveau la voiture sur le Toyota / Save Mart 350 en guise de remerciement à la communauté et au GEICO 500. Il a terminé vingt-huitième de la course en partie à cause d'un problème de ravitaillement en carburant; il était à la douzième place après un arrêt au gaz, mais le bidon d'essence ne s'est pas engagé suffisamment longtemps, ce qui a entraîné un deuxième arrêt au stand qui l'a mené vers le fond du peloton. Le développeur du jeu vidéo NASCAR '14 a annoncé qu'il envisageait d'ajouter la voiture Dogecoin en tant que voiture pilotable dans un prochain DLC.

## Utilisation et échanges
Plusieurs bourses en ligne proposent des échanges DOGE / BTC et DOGE / LTC. Trois bourses, Mengmengbi, Bter et BTC38, offrent du trading DOGE / CNY. Le 8 janvier 2014, AltQuick.co a été la première bourse à lancer l'échange DOGE /USD. Le 30 janvier 2014, la bourse canadienne Vault of Satoshi a également annoncé la négociation des transactions DOGE / USD et DOGE / CAD. En février 2014, la bourse Asia Nexgen, basée à Hong Kong, a annoncé qu'elle soutiendrait la négociation de Dogecoins dans toutes les principales devises. La bourse chinoise BTC38 a également ajouté son soutien à la bourse Dogecoin, augmentant ainsi la capitalisation boursière sur 24 heures,. Au premier jour de négociation, le Dogecoin était la deuxième devise la plus échangée sur la plate-forme, après le Bitcoin. En septembre 2014, la bourse britannique Yacuna a commencé à offrir le trading DOGE / EUR et DOGE / GBP.
Le 31 janvier 2014, le volume des transactions sur les principales bourses était évalué à 1,05 million de dollars. La capitalisation boursière s'élevait à 60 millions de dollars. Trois échanges ont représenté la majorité du volume: Bter (60 %), Cryptsy (23 %) et Vircurex (10 %). Les paires de devises les plus échangées étaient DOGE / BTC (50 %), DOGE / CNY (44 %) et DOGE / LTC (6 %).
Le négoce d'objets physiques et tangibles en échange de DOGE s'effectue dans des communautés en ligne telles que Reddit et Twitter, où les utilisateurs partagent fréquemment des informations relatives aux devises,,.
Le premier guichet automatique de Dogecoin a été présenté au Coinfest de Vancouver en février 2014. Deux guichets automatiques Bitcoin prenant en charge Dogecoins et d'autres altcoins ont ouvert leurs portes à Tijuana, le 17 mars 2014
Le Dogecoin a également été utilisé pour tenter de vendre une maison et a été utilisé dans les industries de la pornographie et au poker.
Dogetipbot était un service de transaction crypto-monnaie utilisé sur des sites populaires tels que Reddit et Twitch.tv. Il permettait aux utilisateurs d'envoyer des Dogecoins à d'autres utilisateurs via des commandes ou via des commentaires Reddit, le support pour Twitch.tv et Twitter avait été interrompu plus tôt. Le service a été lancé en 2013 sur Reddit. La marque « dogetipbot » a été officiellement enregistrée le 19 août 2014. En novembre 2014, l'équipe de développeurs de dogetipbot a collecté 445 000 dollars de fonds de capital-risque. En mai 2017, Dogetipbot a été arrêté et mis hors ligne après la déclaration de faillite de son créateur. Cela a laissé de nombreux utilisateurs Dogetipbot perdre leurs pièces stockées dans le système de Dogetipbot.
DogeAPI était un premier portefeuille numérique populaire pour Dogecoins. Il a été vendu en août 2014 au développeur d'API Blockchain, Block.io.

## Évolution du prix et de la capitalisation
| Date             | Cours approximatif en $ sur la plate-forme CoinMarketCap. |
| ---------------- | --------------------------------------------------------- |
| 1er janvier 2014 | 0,000 351 $                                               |
| 1er janvier 2015 | 0,000 180 $                                               |
| 1er janvier 2016 | 0,000 154 $                                               |
| 1er janvier 2017 | 0,000 225 $                                               |
| 1er janvier 2018 | 0,007 908 $                                               |
| 1er janvier 2019 | 0,002 359 $                                               |
| 1er janvier 2020 | 0,002 029 $                                               |
| 1er janvier 2021 | 0,005 396 $                                               |
| 28 janvier 2021  | 0,022 550 $                                               |
| 4 février 2021   | 0,047 076 $                                               |
| 16 avril 2021    | 0,398 000 $                                               |
| 14 mai 2021      | 0,541 900 $                                               |
| 13 Novembre 2024 | 0,39 $                                                    |

## Robinets
La nature joculaire de Dogecoin a alimenté le concept de robinets cryptographiques, ou  waterbowls, comme la communauté les a nommés. Les robinets cryptographiques sont des applications ou des sites qui distribuent de petites quantités de pièces. Le nom « robinet » implique une petite récompense, tout comme de petites gouttes d'eau dégoulinant d'un robinet qui fuit. Le but d'un robinet de crypto était d'introduire le concept de crypto et de Dogecoin aux gens du monde entier en offrant une crypto-monnaie gratuite aux gens afin qu'ils prennent le temps de se renseigner sur les actifs numériques et y investir[réf. nécessaire].

## Paramètres miniers
La mise en œuvre du Dogecoin diffère du Litecoin par plusieurs paramètres. Le Dogecoin a un temps de block d'une minute, contrairement aux 2,5 minutes de Litecoin.
Plusieurs cas d'utilisation de l'ordinateur d'un employeur ou d'une université pour exploiter Dogecoin ont été découverts.
La taille de la blockchain Dogecoin était de 38,8 gigaoctets en octobre 2019.

## Décentralisation
En octobre 2018, le nombre de nœuds actifs sur le réseau Dogecoin était d'environ 20 000. La plupart du travail de minage est effectué par des fermes de minages et non des individus.

## Nombre de Dogecoin
Contrairement aux crypto-monnaies déflationnistes, qui limitent le nombre de pièces pouvant être produites, le nombre de Dogecoins pouvant être produites est illimité, ce qui en fait une pièce inflationniste. Il devait initialement avoir une limite de 100 milliards de pièces, ce qui aurait déjà représenté bien plus de pièces que ne le permettaient les principales monnaies numériques. En février 2014, le fondateur du Dogecoin, Jackson Palmer, a annoncé que cette limite serait supprimée et qu'il n'y aurait pas de plafond, ce qui devrait avoir pour résultat une réduction constante de son taux d'inflation sur une longue période.